# 弗兰塞斯克·巴迪亚·巴塔利亚
弗兰塞斯克·巴迪亚·巴塔利亚（西班牙語：Francesc Badia Batalla，1923年1月10日—2020年8月14日），安道尔公职人员、历史学家。1972年－1993年任安道尔主教代表。同时期也担任过安道尔法院的法官。